# لیدی لاولی لاکس
لیدی لاولی لاکس اند پیکسی‌تیلز (به انگلیسی: Lady Lovely Locks and the Pixietails) که در ایران با نام بانو ناز گیسو و پری‌های دم بلند شناخته می‌شود، یک شخصیت کارتونی می‌باشد که توسط شرکت تابعهٔ آمریکن گریتینگز به‌نام اون شخصیت‌ها از کلاودکو (خالقان استرابری شرت‌کیک، کر بیرز و پاپلز و دیگر آثار) در اواسط دههٔ ۱۹۸۰ خلق شد که به سرعت به خط تولید اسباب‌بازی توسط شرکت متل توسعه پیدا کرد. یک مجموعهٔ تلویزیونی انیمیشنی که توسط دیک انیمیشن سیتی در سال ۱۹۸۷ تولید شد، شامل یک فصل با ده قسمت نیم‌ساعته (هر قسمت شامل دو قسمت جدا) بود؛ و توسط ال‌بی‌اس کامیونیکیشنز در قالب برنامهٔ کیدئو تی‌وی به‌صورت هم‌نشری ارائه شد.